# Isopterygium repens
Isopterygium repens là một loài Rêu trong họ Hypnaceae. Loài này được (Brid.) Lindb. ex Delogne mô tả khoa học đầu tiên năm 1885.